# لوپوس آنتی کوآگولانت
فاکتور ضد انعقادی لوپوس یا LAC (به انگلیسی: Lupus anticoagulant) یک پادتن است که به فسفولیپید و پروتئین موجود در غشای پلاسمایی سلول پیوند می‌خورد. وجود این آنتی بادی در خون باعث افزایش زمان نسبی ترومبوپلاستین می‌شود.